# Cyranozetes nasalis
Cyranozetes nasalis är en kvalsterart som beskrevs av Sandór Mahunka och Luise Mahunka-Papp 2003. Cyranozetes nasalis ingår i släktet Cyranozetes och familjen Ceratozetidae. Inga underarter finns listade i Catalogue of Life.